# ダニエル・ダ・クルス・カルヴァーリョ
ダニ（Dani）ことダニエル・ダ・クルス・カルヴァーリョ（Daniel da Cruz Carvalho、1976年11月2日 - ）は、ポルトガル・リスボン出身の元同国代表の元サッカー選手。
アヤックス・アムステルダムのヨハン・クライフから史上最高の才能と称賛される ほどのオフェンス技術を持ちながらも、そのキャリアは短く、あまり輝くことはなかったと評されている。

## 経歴

### クラブ
ダニは、地元のスポルティングCPでキャリアを始め、1994-95シーズンの僅か17歳の時にトップチームで初出場を飾った。また、同シーズンのタッサ・デ・ポルトガルではルイス・フィーゴ, リカルド・サ・ピント, クラシミール・バラコフらと共に優勝に貢献した。
1996年2月から13万ポンドの期限付き移籍 で在籍したイングランド1部のウェストハム・ユナイテッドFCでは、トッテナム・ホットスパーFC戦 とマンチェスター・シティFC戦（共にホーム）で得点を挙げ2得点を記録した。9試合に出場する中で結果を残していたにもかかわらず、練習に出ずナイトクラブに通っているのを目撃されたためハリー・レドナップ監督から解雇を言い渡された。
その後、史上初のポルトガル人選手として加入したアヤックス・アムステルダムでは、ウェストハム時代と同様に足繁くナイトクラブに通う問題児だったものの、試合ではヨハン・クライフから才能を称賛され、定期的に出場機会を得ており、UEFAチャンピオンズリーグ 1996-97準々決勝アトレティコ・マドリードとの第2戦（アウェイ3-2勝利）では、得点を挙げ準決勝進出に貢献した。
2000年9月14日にSLベンフィカと4年契約を締結する も、短期間の在籍、そして僅かな出番に終わり、2001年1月に同胞のウーゴ・レアルと共にスペイン2部のアトレティコ・マドリードと契約した。アトレティコでは、加入してすぐさま定位置を掴み1部昇格に貢献した。しかし、1部の舞台での出場は僅か8試合にとどまった結果、契約が2季残っていたにもかかわらず2003年7月31日にクラブと契約解除することに至った。
2003-04シーズンに向けての移籍市場の期間中に所属クラブが見つからなかったダニは、2003年9月8日にマーティン・オニール監督率いるスコットランド1部の強豪セルティックFCのトライアルにイバン・デ・ラ・ペーニャと共に参加。しかし、契約を勝ち取ることは出来ず、2004年2月12日に僅か27歳にして引退した。

### 代表
U-20代表としては、カタールで開催された1995 FIFAワールドユース選手権に出場し3位入賞。個人としてはゴールデンボールとゴールデンブーツで共に2位に選出された。また、1996年のアトランタオリンピックにも出場し、ここでは4位に終わった。
A代表としては、1995年12月12日のイングランドとの親善試合 (1-1) で初出場を飾って以降、2000年3月29日のデンマークとの親善試合（2-1勝利）まで合計9試合に出場した。

### 私生活
現役の時はサッカー選手として活動しながらもモデルとして定期的に働き、引退後はテレビ局でスポーツや他分野のコメンテーターとして働いている。

## タイトル

### クラブ
スポルティング・クルーベ・デ・ポルトゥガル
- タッサ・デ・ポルトガル : 1994-95

アヤックス・アムステルダム
- エールディヴィジ : 1997-98
- KNVBカップ : 1997-98, 1998-99

アトレティコ・マドリード
- セグンダ・ディビシオン : 2001-02